# RKK Ėnergija
La RKK Ėnergija (in russo РКК «Энергия»?), per esteso Raketno-kosmičeskaja korporacija «Ėnergija» imeni S.P. Korolëva (Ракетно-космическая корпорация «Энергия» им. С.П. Королёва, Azienda cosmico-missilistica "Energia – S.P. Korolëv"), è una società russa che si occupa di attività correlate al volo spaziale, erede del dipartimento OKB-1 fondato nel 1946 dal pioniere del volo spaziale sovietico Sergej Korolëv.

## Prodotti
In 70 anni di storia la RKK Ėnergija ha prodotto i seguenti mezzi:

### IRBM e ICBM
- R-1 R-1B, R-1V, R-1D, R-1E
- R-2

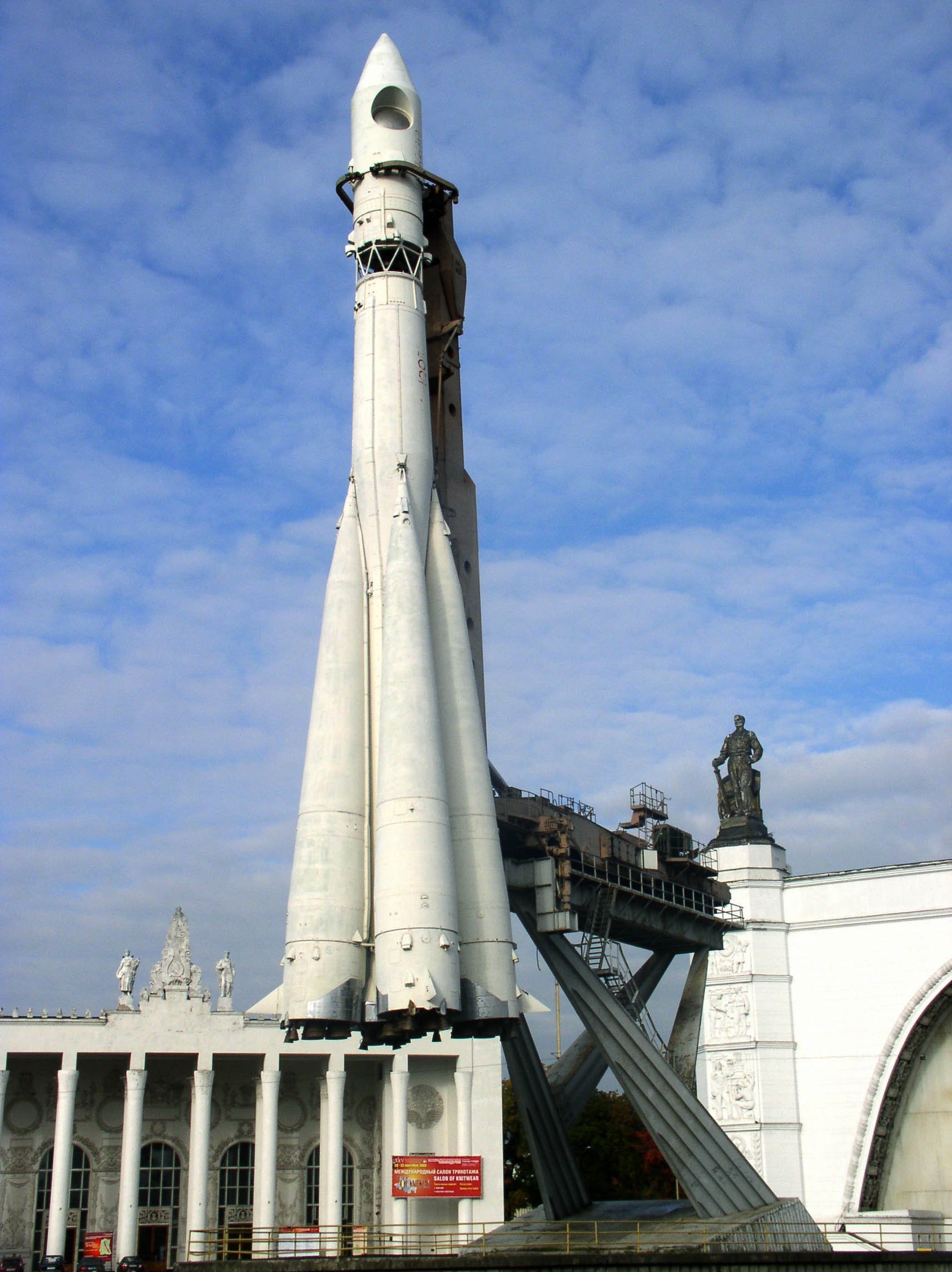
Il Razzo R-7

- R-5 (missile), R-5M, R-11, R-11A, R-11F
- R-7 (missile),
  - R-7A Semërka
- R-9
- RT-1
- RT-2P;

### Vettori
- Famiglia di lanciatori R-7
- Sputnik (lanciatore)
- Luna (lanciatore)
- Vostok (lanciatore)
  - Vostok-2 (lanciatore)
  - Vostok-2M
  - Vostok-K
  - Vostok-L
- Polët
- Voschod (lanciatore)
- Molnija (lanciatore)
- Sojuz (lanciatore)
  - Sojuz-L
  - Sojuz-M
- Sojuz/Vostok
- N1 (lanciatore)
- Block D
- Energia (lanciatore)
  - Energia II

### Satelliti

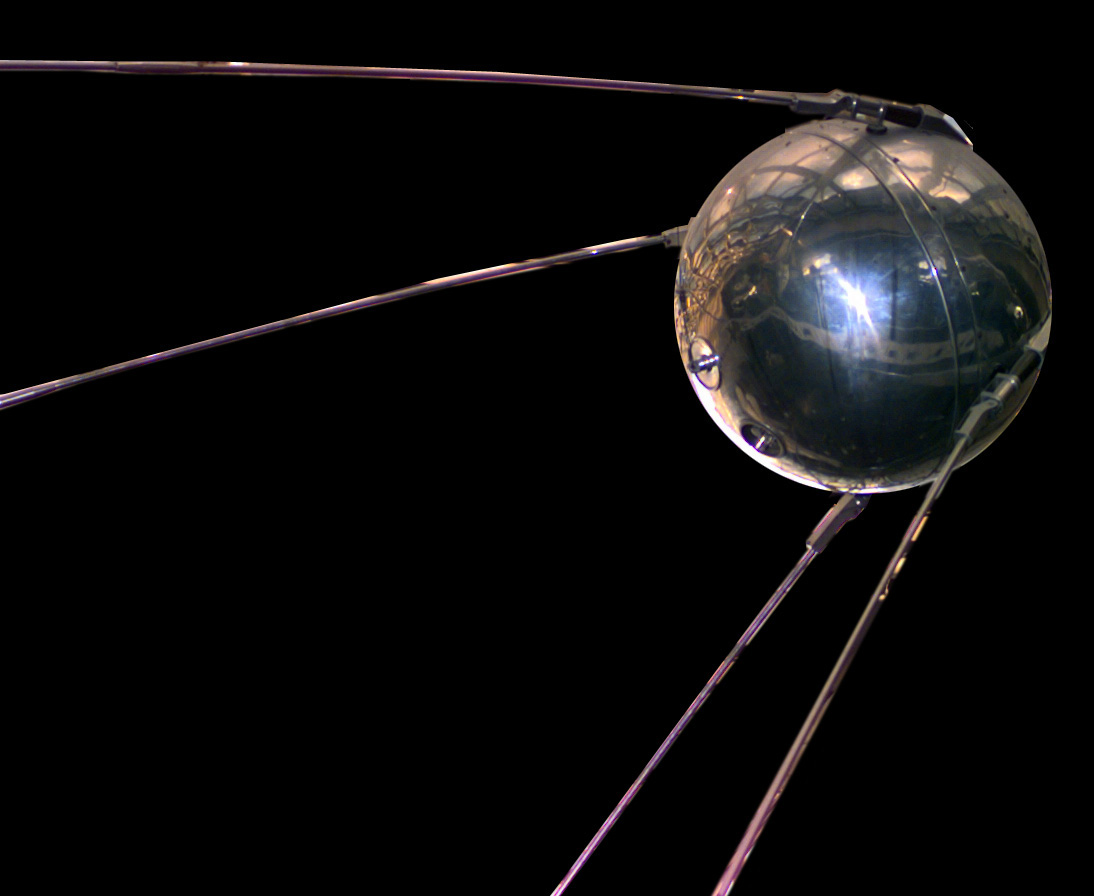
Il celebre Sputnik 1

- Programma Sputnik
  - Sputnik 1
  - Sputnik 2
  - Sputnik 3
  - Sputnik 4
  - Sputnik 5
  - Sputnik 6
  - Sputnik 7
  - Sputnik 8
  - Sputnik 9
  - Sputnik 10
  - Sputnik 19
  - Sputnik 20
  - Sputnik 21
  - Sputnik 22
  - Sputnik 24
  - Sputnik 25
- "Elektron"
- Zenit
- Molnija,
- "Signal",
- Yamal
- DZZ;

### Esplorazione Spaziale
- Programma Luna
  - Luna 1958A
  - Luna 1958B
  - Luna 1958C
  - Luna 1
  - Luna 1959A
  - Luna 2
  - Luna 3
  - Luna 1960A
  - Luna 1960B
  - Luna 1963B
  - Luna 4
  - Luna 1964A
  - Luna 1964B
  - Cosmos 60
  - Luna 1965A
  - Luna 5
  - Luna 6
  - Luna 7
  - Luna 8
  - Luna 9
  - Cosmos 111
  - Luna 10
  - Luna 1966A
  - Luna 11
  - Luna 12
  - Luna 13
  - Luna 1968A
  - Luna 14
  - Luna 1969A
  - Luna 1969B
  - Luna 1969C
  - Luna 15
  - Cosmos 300
  - Cosmos 305
  - Luna 1970A
  - Luna 1970B
  - Luna 16
  - Luna 17
  - Luna 18
  - Luna 19
  - Luna 20
  - Luna 21
  - Luna 22
  - Luna 23
  - Luna 1975A
  - Luna 24
  - Luna 8K72
- "Programma Venera"
  - Cosmos 27
  - Venera 2
  - Venera 3
  - Venera 4
  - Venera 5
  - Venera 6
  - Venera 7
  - Venera 8
  - Cosmos 482
  - Venera 9
  - Venera 10
  - Venera 11
  - Venera 12
  - Venera 13
  - Venera 14
  - Venera 15
  - Venera 16
- Programma Mars
  - Programma Marsnik
  - Mars 1
  - Mars 1969A
  - Mars 1969B
  - Cosmos 419
  - Mars 2
  - Mars 3
  - Mars 4
  - Programma Phobos
  - Mars 96
- Programma Zond
  - Zond 1
  - Zond 1964A
  - Zond 2
  - Zond 3
  - Zond 1967A
  - Zond 1967B
  - Zond 4
  - Zond 5
  - Zond 6
  - Zond 7
  - Zond 8

### Sonde a controllo remoto
- Progress
  - Progress-M
  - Progress-M1
  - Progress 7K-TG

### Sonde a controllo manuale

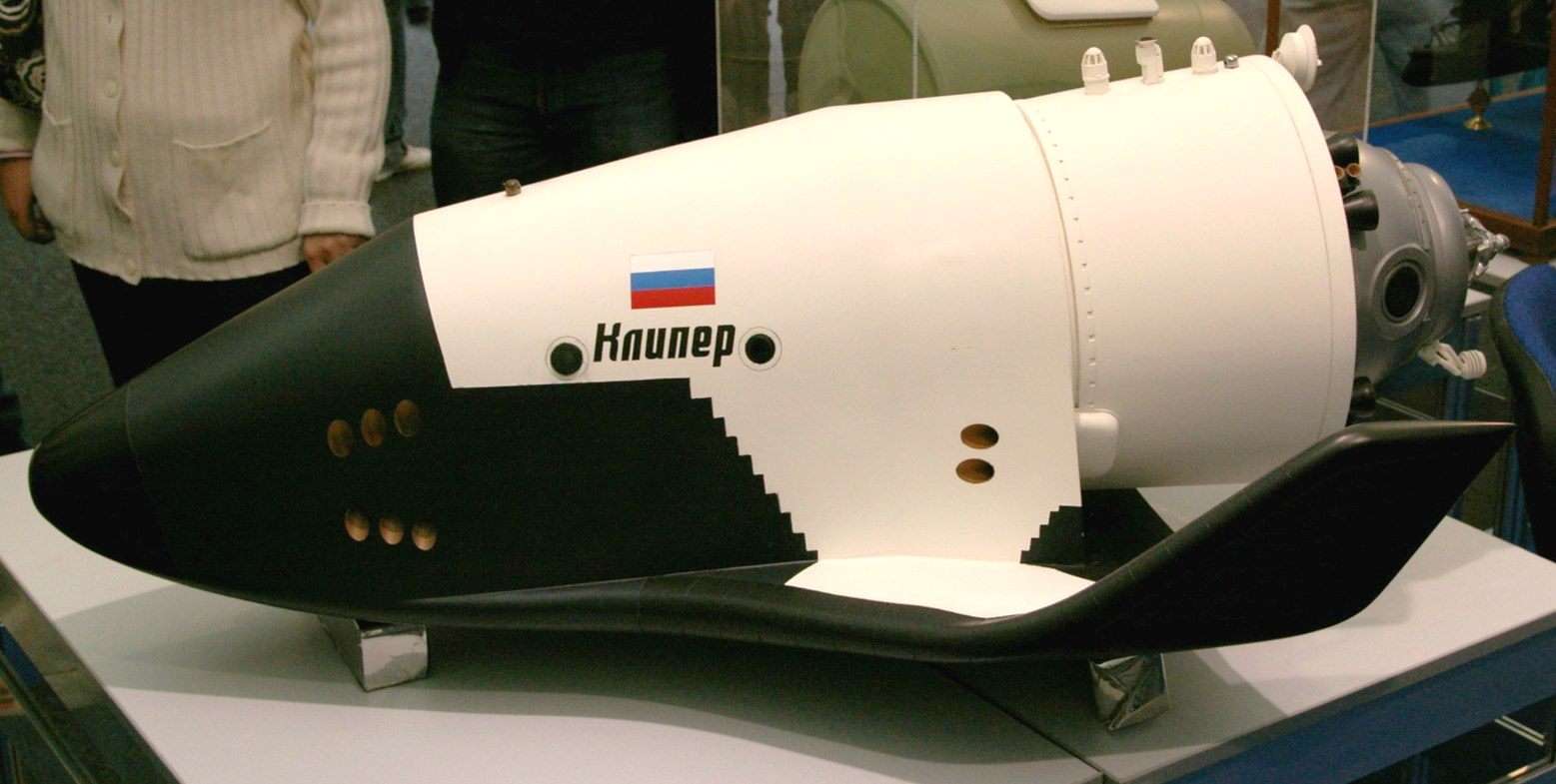
Modello in scala del Kliper che sostituirà la Sojuz

- Programma Vostok
  - "Vostok"
- Programma Voschod
  - "Voschod"
- Programma Sojuz
  - "Sojuz"
    - Sojuz A
    - Sojuz B
    - Sojuz 7K-L1
    - Sojuz 7K-L3
    - Sojuz 7K-LOK
    - Sojuz 7K-OK
    - Sojuz 7K-OKS
    - Sojuz 7K-T
    - Sojuz 7K-TM
    - Sojuz-T
    - Sojuz-TM
    - Sojuz TM-1
    - Sojuz-TMA
    - Sojuz TMA-M
    - Sojuz-V
- Programma Buran
  - "Buran".
- Kliper
- Modulo lunare LK
- "Federacija"

### Stazioni spaziali
- Programma Saljut
  - Saljut 1
  - Saljut 2
  - Cosmos 557
  - Saljut 3
  - Saljut 4
  - Saljut 5
  - Saljut 6
  - Saljut 7
- Mir
- Parte dei moduli della ISS
- Sojuz A
- Sojuz 7K-L1
- Sojuz 7K-L3